# Historia Bydgoszczy

## Okres do 1346 – przedlokacyjny ośrodek miejski
W okresie tym Bydgoszcz była grodem strażniczym (1030-1238), potem kasztelańskim (od 1238) i przejściowo książęcym (1314-1323). Nie omijały ją wydarzenia polityczne związane z polityką Piastów w okresie rozbicia dzielnicowego oraz wojny polsko-krzyżackie (1308-1309 i 1327-1332).
Na początku XIV wieku można mówić o Bydgoszczy jako przedlokacyjnym ośrodku miejskim (oppidum).

## Okres 1346–1466 – warownia Królestwa Polskiego
W okresie tym Bydgoszcz została ukształtowana jako miasto lokowane na prawie magdeburskim. Powstała pierwotna infrastruktura miejska wraz z systemem fortyfikacji oraz królewskim zamkiem użytkowanym przez starostę. Szczególną dynamikę rozwoju przejawiał handel spławny piwem, zbożem i solą, który bezskutecznie starała się ograniczyć strona krzyżacka. Szczególnie bogate są dzieje polityczne Bydgoszczy z tego okresu związane z wojnami polsko-krzyżackimi.

## Okres 1466–1655 – staropolskie miasto handlowe
W okresie tym Bydgoszcz przeżywała apogeum rozwoju w całym okresie staropolskim. Dogodne położenie na szlaku handlowym Wisły przyczyniło się do szybkiego rozwoju gospodarczego miasta. Wraz ze zwiększeniem liczby mieszkańców i ich zamożności pojawiły się aspiracje kulturalne i oświatowe. Nie do pominięcia są również wydarzenia polityczne, w jakich uczestniczyli mieszkańcy miasta.
Dziedziną, która szczególnie wyróżniała Bydgoszcz w tym okresie w Rzeczypospolitej, była skala handlu spławnego. Jako jeden z największych ośrodków handlu zbożowego w II połowie XVI wieku Bydgoszcz urosła do wielkości miasta średniego w skali Rzeczypospolitej, licząc niemal 5 tys. mieszkańców.

## Okres 1655–1772 – w dobie wojen i upadku
W tym okresie Bydgoszcz stała się areną dla najważniejszego wydarzenia politycznego w jej historii staropolskiej – zaprzysiężenia traktatów welawsko-bydgoskich, które stały się podstawą do uniezależnienia Prus Książęcych od Rzeczypospolitej.
Jednak generalnie był to okres upadku miasta, który zapoczątkowały zniszczenia i zarazy podczas potopu szwedzkiego. Po krótkim okresie stabilizacji w II połowie XVII wieku nadszedł czas największego upadku na początku XVIII wieku w dobie wojny północnej.
Poprawę przyniosła druga połowa tego wieku, kiedy Bydgoszcz powoli odradzała się demograficznie i gospodarczo, została wyznaczona na siedzibę Trybunału Koronnego Wielkopolski, a także otrzymała perspektywę budowy Kanału Bydgoskiego.

## Okres 1772–1806 – wzrost znaczenia miasta
W tym okresie Bydgoszcz wydatnie awansowała administracyjnie i gospodarczo pod rządami pruskimi. Dwukrotnie powiększyła się liczba nieruchomości w mieście, powstały liczne spichlerze, manufaktury, pojawiła się perspektywa ożywionego handlu z zachodnią Europą za pośrednictwem Kanału Bydgoskiego – następcy podupadłej po zaborach drogi wodnej Wisły.
Pod koniec tego okresu Bydgoszcz odrobiła zapóźnienia i osiągnęła poziom z najlepszego okresu staropolskiego. Nie ominęła również Bydgoszczy insurekcja kościuszkowska przez co urozmaicone są dzieje polityczne. 2 października 1794 r. odbyła się bitwa pod Bydgoszczą, którą stoczyły z wojskiem pruskim oddziały, dowodzone przez gen. Henryka Dąbrowskiego.

## Okres 1806–1815 – w Księstwie Warszawskim
Okres ten można ocenić jako kontynuację rozwoju z poprzedniego okresu pruskiego. Bydgoszcz utrzymała, a nawet powiększyła swoje znaczenie administracyjne, zostając stolicą rozległego departamentu w Księstwie Warszawskim. Rozbudowany został Kanał Bydgoski, pomyślnie rozwijał się handel i rzemiosło.

## Okres 1815–1920 – pod zaborem pruskim
W tym okresie Bydgoszcz przeżyła największy rozwój w swojej historii. Szczególna dynamika rozwoju gospodarczego i demograficznego przypada na okres po 1851 r., kiedy do Bydgoszczy doprowadzono pruską Kolej Wschodnią z Berlina. Dogodne położenie komunikacyjne przy szlakach kolejowych (linia wschodniopruska, linia warszawsko-bydgoska i inne), wodnych (Kanał Bydgoski, Brda, Wisła) i drogowych oraz rozbudowa infrastruktury miejskiej, aby przyciągać na wschód kolonistów sprawiły, że Bydgoszcz zdystansowała w rozwoju sąsiednie miasta, wyróżniając się dynamiką w skali całej Polski. Pod koniec okresu Bydgoszcz była trzecim miastem co do wielkości w zaborze pruskim i 8-9 w Polsce.
Zbudowano praktycznie od podstaw nowe miasto – Śródmieście, wiele reprezentacyjnych gmachów municypalnych, oświatowych, kulturalnych, mostów, a nawet dwie uczelnie wyższe. Na uwagę zasługuje unikatowy w Polsce węzeł wodny z ośmioma śluzami na terenie miasta.
Na początku XX wieku Bydgoszcz – „Mały Berlin” pod względem infrastruktury nie odbiegała zbytnio od poziomu rdzennych miast Rzeszy, była dobrze utrzymanym miastem, czystym, słynącym z zieleni. Dziedzictwo architektury z tego okresu jest bardzo bogate i stanowi dzisiaj w coraz większym stopniu o atrakcyjności turystycznej miasta.

## Okres 1920–1939 – okres międzywojenny
Okres ten jest generalnie pomyślny w historii miasta. Mimo degradacji administracyjnej, która doprowadziła do tego, że Bydgoszcz była największym miastem powiatowym w Polsce, większym od Lublina, czy Katowic, bardzo pomyślny był rozwój gospodarki i handlu. Chociaż usilne starania o stołeczność administracyjną w obrębie „Wielkiego Pomorza” nie przyniosły pozytywnych rezultatów, to nikt nie kwestionował jej zasłużonego miana „stolicy gospodarczej Pomorza”. Oprócz sukcesów gospodarczych, w tym powstania nowoczesnych gałęzi przemysłu: chemicznego i elektrotechnicznego, na uwagę zasługuje rozwój kultury, oświaty i sportu.

## Okres 1939–1945 – okupacja niemiecka
Bydgoszcz była sceną jednych z pierwszych masowych represji hitlerowskich na terenie Polski. Spontaniczne stłumienie przez wojsko i mieszkańców Bydgoszczy dywersji hitlerowskiej 3 września 1939 r. zostało okrzyknięte przez propagandę niemiecką „krwawą niedzielą” (niem. „Bromberger Blutsonntag”). W efekcie rozstrzelano prezydenta miasta Leona Barciszewskiego oraz wielu mieszkańców na Starym Rynku, w Tryszczynie, w Dolinie Śmierci i w wielu innych miejscach. Bydgoszcz została włączona do Rzeszy jako stolica rejencji w obrębie okręgu Gdańsk-Prusy Zachodnie. W czasie wojny architektura miasta nie doznała wielkich zniszczeń poza celowymi wyburzeniami zabytków dokonanymi w 1940 r. Całkowite straty wśród mieszkańców Bydgoszczy w czasie całej II wojny światowej historycy szacują na około 10 000 ofiar.

## Okres 1945–1989 – w Polsce Ludowej
Okres Polskiej Rzeczypospolitej Ludowej przyniósł awans miasta na stolicę województwa pomorskiego (1945–1950), potem bydgoskiego: „dużego” (1950-1975) i „małego” (1975–1999). Odziedziczony po poprzednich okresach wielobranżowy przemysł został przez nowe władze rozbudowany i wyeksploatowany. Nie zbudowano natomiast w Bydgoszczy od podstaw żadnej wielkiej inwestycji przemysłowej, które w innych ośrodkach dynamizowały rozwój demograficzny i gospodarczy (np. Płock – Petrochemia, Włocławek – Zakłady Azotowe, Toruń – Elana, Świecie – kombinat celulozowy). Miejscowe uczelnie rozwijały się od lat 50. na bazie miejscowego środowiska.
W latach 40. i 50. Bydgoszcz stała się dużym ośrodkiem wojskowym i garnizonowym (na bazie istniejącej po okresie pruskim infrastruktury), co przyczyniło się do rozwoju miasta. W latach 60. i 70. motorem rozwoju był głównie przemysł. W latach 70. zapoczątkowano ponadto zagospodarowanie Leśnego Parku Kultury i Wypoczynku na podobieństwo parku śląskiego oraz rozpoczęto zabudowę nowej wielkiej dzielnicy mieszkaniowej nad Wisłą – Fordonu. Na uwagę zasługuje również rozwój kultury, zwłaszcza muzycznej oraz sportu.

## Okres po 1989 – w III Rzeczypospolitej
Po przełomie politycznym w 1989 r. Bydgoszcz znalazła się w nowych warunkach społeczno-gospodarczych. Okres transformacji przebiegł dość łagodnie z powodu dużego zdywersyfikowania branżowego przemysłu bydgoskiego. Większość „sztandarowych” zakładów pracy z okresu PRL została sprywatyzowana i trafiła w ręce polskich i zagranicznych koncernów (Ciech S.A., Telefonika Kable S.A., Unilever Polska S.A., Alcatel-Lucent i inne). Nieliczne upadły – największe z nich to fabryka rowerów „Romet”, czy fabryka obuwia „Kobra”. Cechą charakterystyczną okresu po 1989 r. jest wzrost samorządności, rozwój usług, uczelni wyższych (trzy uniwersytety w mieście od 2005 r.), kultury (oddana do użytku Opera Nova), odnowa zaniedbanego w okresie PRL Starego Miasta oraz ekspansja mieszkańców na przedmieścia – zwłaszcza do gmin Białe Błota i Osielsko.

## Bibliografia

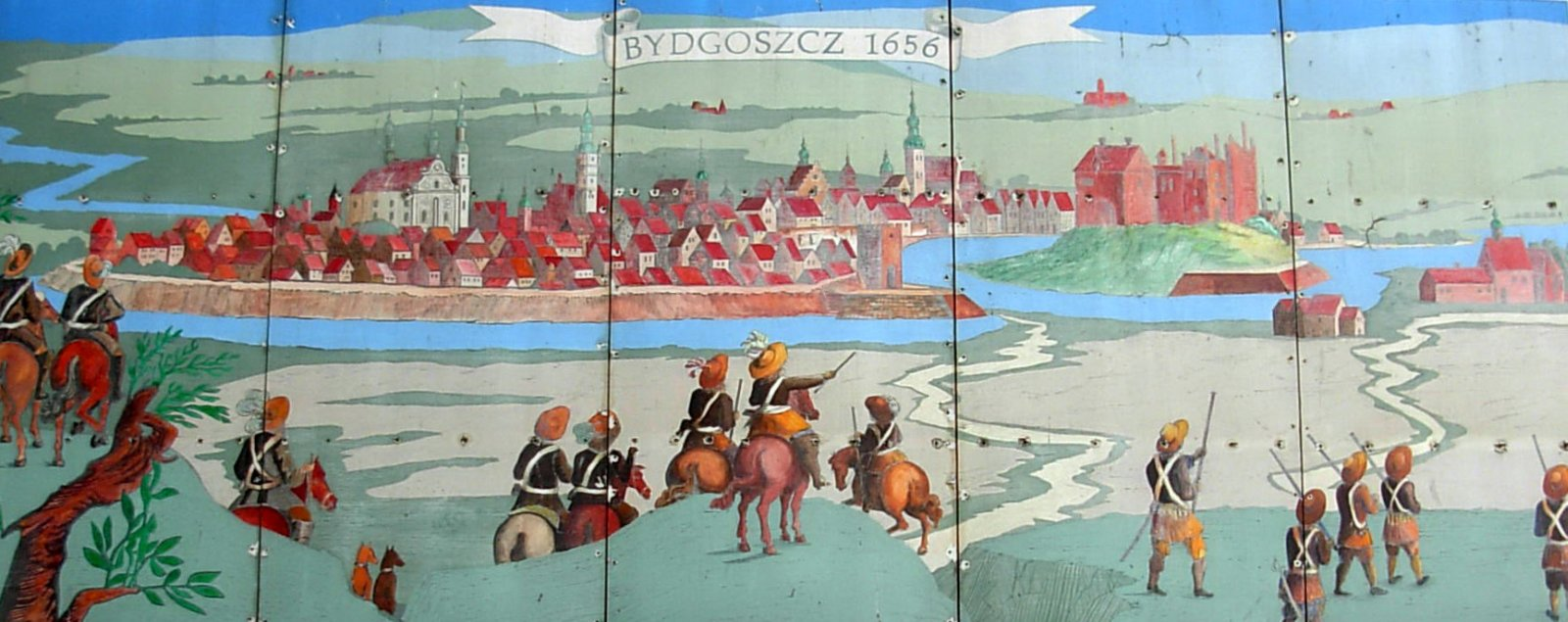
Panorama miasta Bydgoszczy i ruin zamku – wyobrażenie na podstawie grafiki Erika Dahlberga z 1656-1657 r.